# Vu Van Thien
Vu Van Thien – wietnamski zapaśnik walczący w stylu klasycznym. Brązowy medalista igrzysk Azji Południowo-Wschodniej w 2003 roku.